# Pécel
Pécel város Pest vármegyében, a Gödöllői járásban, a budapesti agglomerációban.

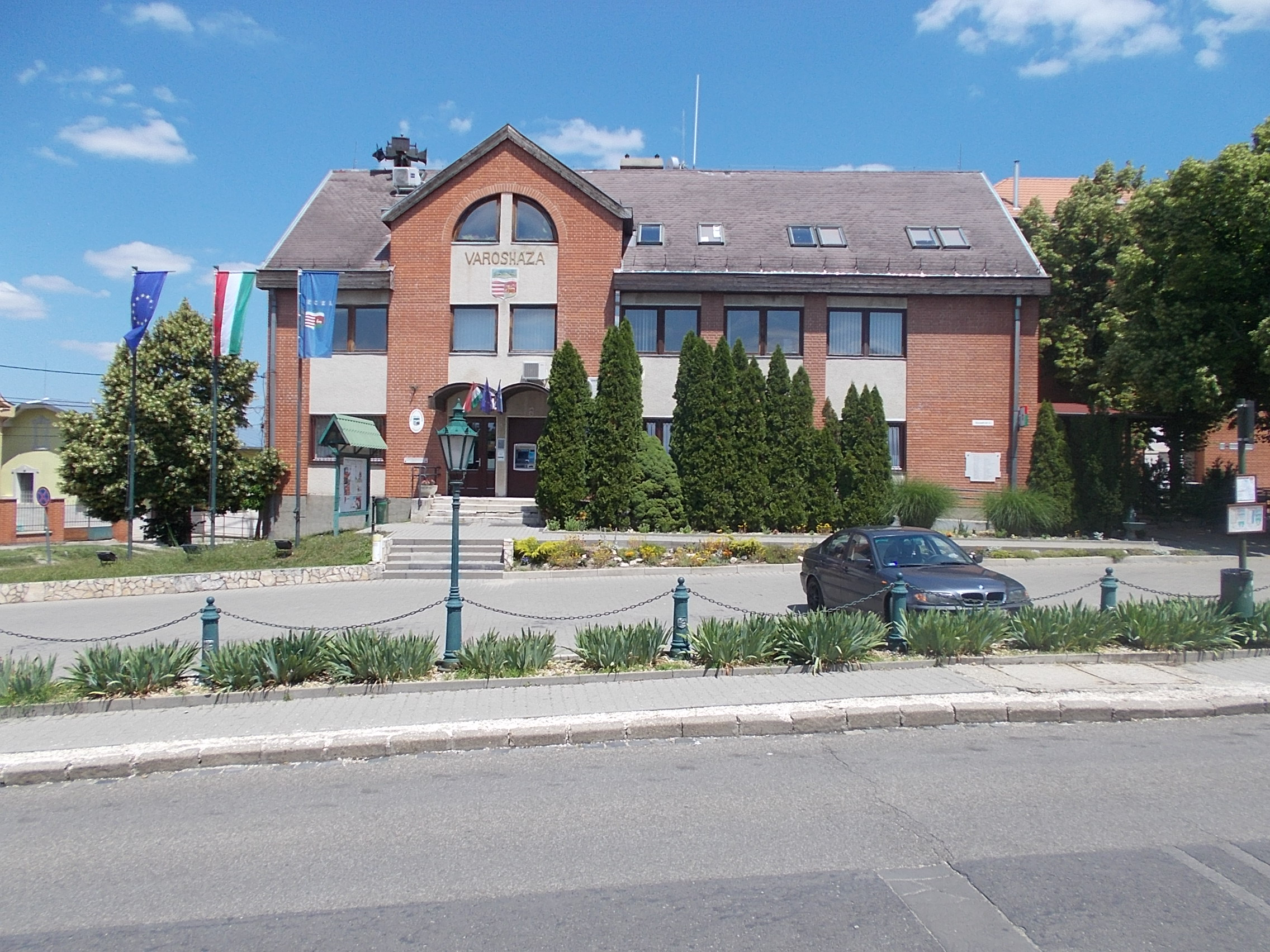
A Polgármesteri Hivatal épülete

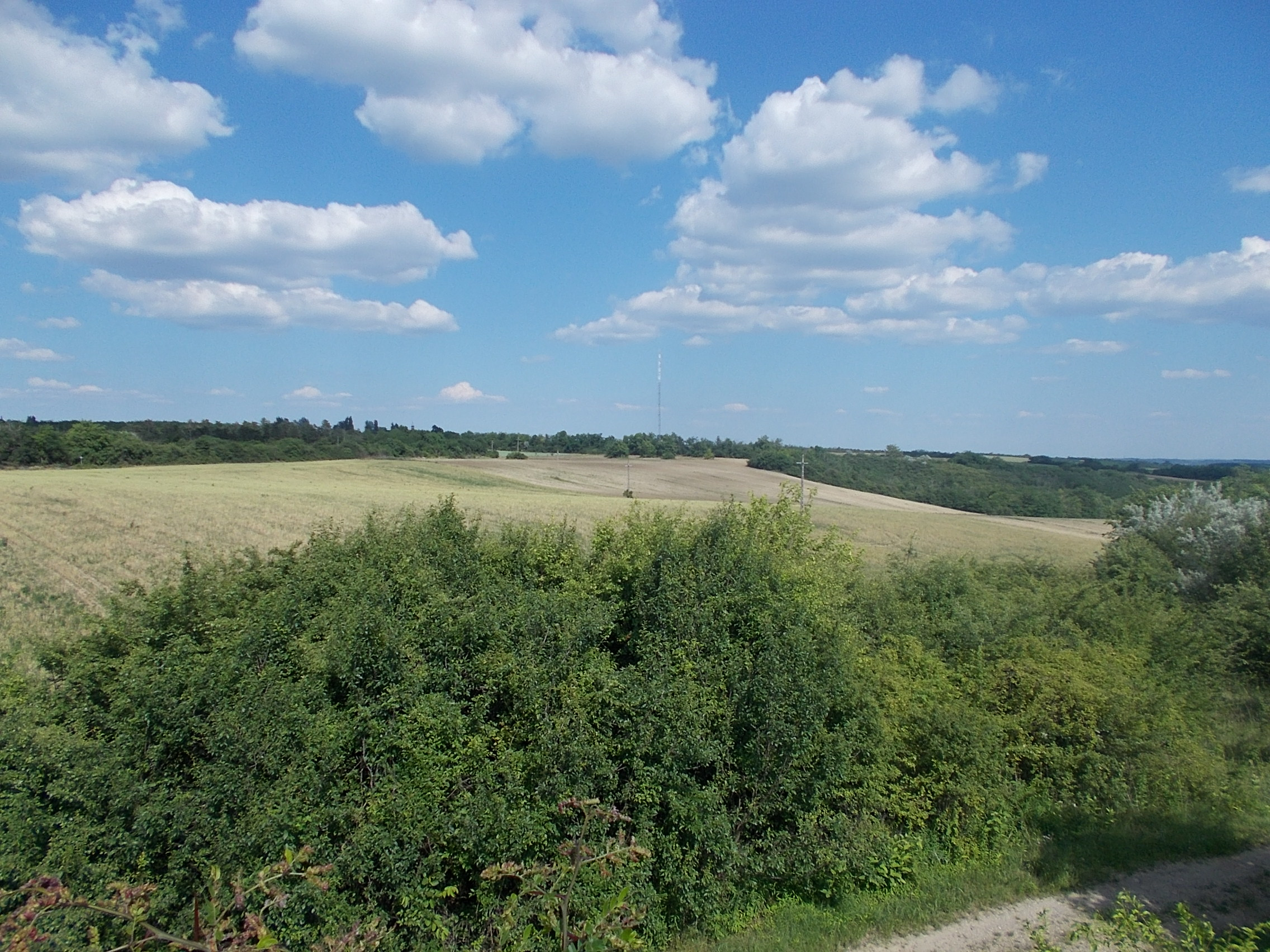
A 316 méter magas Bajtemetés a város délkeleti határában

## Fekvése
Pécel a Gödöllői-dombság nyugati peremén, a Rákos-patak völgyében helyezkedik el. Nyugati irányban Budapest XVII. kerületével, keleti irányban Sülysáppal, északkeleti irányban Isaszeggel, északnyugati irányban Nagytarcsával és Kistarcsával, délről pedig Maglóddal határos.

## Megközelítése

### Gépkocsival
- Budapest irányából a Rákoskeresztúrról induló Péceli úton (amelynek folytatása Isaszegen át Gödöllő felé a 3103-as számot viseli)
- 31-es főútról Maglód határában kiágazó bekötőúton (31 102-es számú mellékút)
- M0-s autóútról letérve

### Közösségi közlekedéssel
A Budapest–Sátoraljaújhely-vasútvonalon és a 169E jelzésű autóbusszal, amely Budapest Örs vezér tere és Pécel, Kun József utca között közlekedik

## Története
Pécel területe -  a határában talált régészeti leletek tanúsága szerint -  már jóval az időszámítás előtti korszakban is lakott volt. A község belterületén többek között kő- és rézkori csontvázas sír, a Várhegyen bronzkori urnatemetőt találtak, a Tó-malom melléke és a Lebuki-dűlő feltehetően szarmata sírok emlékét őrzi. Régészeti lelőhelyei közül kiemelkedő jelentőségű az a Kárpát-medencét egészében kitöltő késő rézkori kultúra, amelyet a magyar régészet itt figyelt meg és különített el legelőször, és ezért a péceli kultúra nevet kapta.
A honfoglalás korában Pécel szomszédsága, Locsod-puszta a szláv népesség telephelyének déli határa volt. A faluszerkezet a 11. században szilárdult meg és a vármegye területén a Tarján törzs vetette meg lábát, amit tervszerű telepítési akció követett. Ekkor gyorsult fel valójában a kereszténnyé válás folyamata is. A település első okleveles említése Péceli Demeter, Pest vármegyei szolgabíró családnevében tűnik fel 1335-ben, akinek földbirtoka és valószínűleg állandó lakóhelye is itt volt. Oklevélben, mint falu, első említése Peczel alakban 1338-ra datálható, amikor Károly Róbert király a település egy részét Drugerth Vilmos nádornak adományozta. A nádor itteni részbirtokát még abban az évben továbbadta. A falu tehát már ekkor több birtokos kezén volt. Ezek közül kiemelkedik a valószínűleg nem helyi eredetű Péczeli család, akik Zsigmond király egyik 1437-ben kelt oklevele szerint fele részben birtokolták a települést. A család leghíresebb tagja Péczeli Benedek, Mátyás király jogügyi igazgatója és a magyar jogásztársadalom magánpraxist is folytató első ügyvédje. A város első iskoláját 1345-ben alapították.
A 14. században a nem helyi eredetű Péceliek birtoka. Ebben az időben a Rákos-patakon már több vízimalom is működött.
Buda és Pest 1541. évi török kézre kerülésével Pécel is oszmán kézre került. Ekkor a lakosság egy része elbujdosott, az 1546-os török szandzsák-összeírás szerint 46 családfő és felnőtt, de még nőtlen férfi alkotta a férfi lakosságát. A település 1647–1683 között egyportás, 1686-ban lakatlan és 1689-től települt újra. 1715-ben 26, 1728-ban 71, 1744-ben 62, 1760-ban már 147 adófizető család regisztrálására került sor. Pécel 1675-től kálvinista község, első prédikátora Váczi Pál volt.
A 17. századi Habsburg-ellenes szervezkedésben a Fáy-fivérek is részt vállaltak, s ennek következményeként a község javadalmának fele a kincstárra szállt. Ez idő tájt Pécel lélekszáma 150-200 főre tehető. A Ráday család házasság révén jutott Pécel fele területének birtokába a másik fele pedig a Fáyak tulajdonában volt.
Ráday Pál, II. Rákóczi Ferenc erdélyi fejedelem kancellárja a szatmári békekötés után költözött ide, ahol 1733-ban halt meg. Ő alapította a később nevezetessé vált Ráday Könyvtárat. Fia, Ráday Gedeon (1713–1792) a neves író és irodalomszervező Pest-Pilis-Solt vármegye követeként vett részt az 1764. évi országgyűlésen. 1782-ben grófi rangra emelkedett, s ő építette - a gödöllői Grassalkovich-kastély mintájára - Pécelen a Ráday-kastélyt.
Az anyakönyvezés 1719-ben kezdődött meg. Pécel 1841-től önálló jegyzővel rendelkező nagyközségnek számított. A község 1856. évi lakosszáma a Locsod és Szigetpusztákkal együtt 1881 fő, 1870-ben pedig 2206 főt tett ki. A Rákos-patak völgyében áthaladó Budapest–Hatvan–Salgótarján-vasútvonalat 1867-ben adták át a forgalomnak, majd a Hatvan–Miskolc-vonalat 1870-ben nyitották meg, melyek összeköttetést teremtettek a fővárossal és az ország különböző részeivel, utat nyitva a település dinamikus fejlődésének. A polgárosodás kialakulását a közlekedés, a kereskedelem fejlődése, a Pestről kirándulni, nyaralni érkezők segítették elő elsődlegesen. A nyaralóházak megépítése szakképzett iparos réteg jelenlétét is indokolta. A település lakosságát akkor földművesek, kis- és középparasztok, valamint iparos és kereskedő réteg képezte. Négy malom üzemelt a Rákos vizén, ebből kettő ipari hasznosításra. A kereskedelem képviselői gabona- és termékkereskedők, tej- és vegyeskereskedők, továbbá kocsmárosok voltak. 1894-ben 46 iparos mestert és 24 kereskedőt tartottak számon.
Pécel a 19. század közepén vesztette el városi rangját, amelyet 1996-ban kapott vissza.

## Közélete

### Polgármesterei
- 1990–1994: Teleki Gyula (nem ismert)[3]
- 1994–1998: Teleki Gyula (SZDSZ)[4]
- 1998–2002: Márkus János (PBK-FKgP)[5]
- 2002–2006: Dr. Benkovics Gyula (MSZP-FPSZ-SZDSZ)[6]
- 2006–2010: Dr. Benkovics Gyula (MSZP-SZDSZ)[7]
- 2010–2014: Szöllősi Ferenc (független)[8]
- 2014–2019: Szöllősi Ferenc (2119 Egyesület)[9]
- 2019–2024: Horváth Tibor (Közösség Pécelért Egyesület)[10]
- 2024– : Dr. Kővári Alexandra (Mintakezek Egyesület)[1]

### Országgyűlési képviselői
- 2010: Vécsey László (Fidesz-KDNP)
- 2014: dr. Szűcs Lajos (Fidesz-KDNP)
- 2018: dr. Szűcs Lajos (Fidesz-KDNP)

## Nevének eredete
Pécel neve - a tudomány jelenlegi állása szerint -  személynévből keletkezett magyar névadással. Az alapul szolgáló német eredetű férfinév - Pecli, Pecili, Pezili - magyar oklevélkiadáson először 1152-ben fordult elő. Pauler Gyula múlt századi jelentős történész a névadót „A magyar nemzet története” című művében Pecil-ben, Péter magyar király főtanácsosában jelölte meg, állítását azonban kellőképpen nem bizonyította. Galgóczy Károly pedig a Pécz nemzetségből származtatta. E néven már 1338-ban történik utalás rá, s 1408-ban Maglóddal együtt a Péczeliek és a Hartyániak birtoka. A legújabb kutatások szerint – Juhász József helytörténész munkája alapján – egyértelműen az „öt falu” (Pet cel) szláv összetett kifejezésben ered Pécel helységneve. Ezt az öt középkori falu helyével bizonyította.

## Nevezetességei

### Fáy-kastély
Fáy György 1910 körül építette az eklektikus stílusú kastélyát, amiben a neobarokk elemek dominálnak. Az oromzatot a Fáy család címere díszíti. Az épületet a második világháború után mezőgazdasági iskolává alakították.

### Ráday-kastély
Ráday Pál, II. Rákóczi Ferenc diplomatája 1722–1730 között építette kúriáját, amit fia, Ráday Gedeon 1755–1774 között bővített barokk stílusú kastéllyá. Az átalakítást a gödöllői Grassalkovich-kastély építője, Mayerhoffer András és fia, János végezte. 1825. március 30-án leégett. A család anyagi gondjai miatt 1872. december 30-án nyilvánosan elárverezték. Ekkor került a Kelecsényi család birtokába, de állapota folyamatosan romlott. A második világháború után a MÁV helyreállíttatta, és kórháznak használta. 1998-ban a MÁV átadta a Műemlékek Állami Gondnokságának. A falfestményeket Haraszti Margit és Hoffer Andrea restaurálta. A kastély napjainkban is látogatható.

### Református templom
A református templom a 18. században épült, legutóbb 2007-ben volt felújítva. Műemléki védelem alatt áll, a Ráday-kastély szomszédságában található.

### Villanegyed
- Bárczy-kúria
- Erdey–Grúz-kúria
- Zsigmondy-kúria

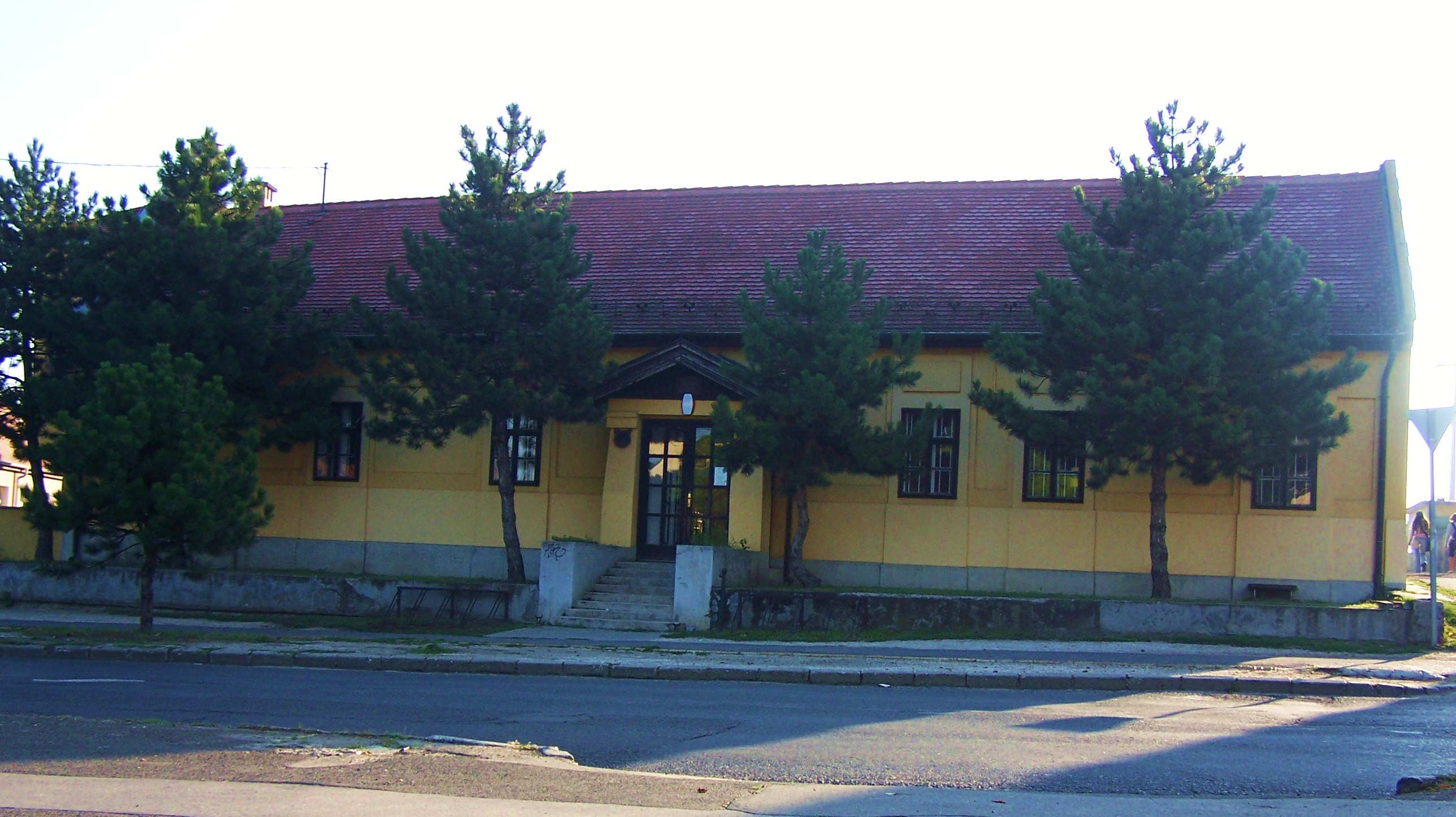
Prónay-kúria

- Francsek–Dávid-kúria. A „Bagolyvár” néven is ismert, lakóházként használt jókora nyaralóvillát idősebb Francsek Imre (1864–1920), a Közmunkatanács főmérnöke építette az 1900-as évek legelején, és a család - öt gyerekkel - attól kezdve ott töltötte a nyarakat. A tornyos, tágas villában valaha szép kis kápolna is volt. Többszintes, zegzugos udvara állandóan zengett a kölykök csatazajától. Az akkori pesti felső-középosztály divatos nyaralóhelyévé előlépett Pécel Indiának becézett negyede ezekről, a helyiek szemében nagyon egzotikus, fura épületekről kapta a nevét. A nyaralók jól ismerték egymást, Pesten is rendszeresen összejártak. (Így történt, hogy amikor Francsek Imre 1909-ben megözvegyült, a nyaralószomszéd és jó barát Bárczy István polgármester húga, Sacher Eleonóra hozzáment feleségül, s amikor tíz évvel később ő maga is meghalt, az öt árvát - köztük ifjabb Imrét, a Széchenyi-fürdő majdani építészét - Bárczyék navigálták el a diplomákig és házasságkötésekig.)

A jómódú nyaralók sokat tettek a falu fejlesztéséért: kevesen emlékeznek rá, de Francsek Imre nyilvános uszodát is épített Pécelen. Ennek ma már nyoma sincs.
A villát a felnőtt gyerekek az 1920-as években adták el a Dávid családnak, tőlük pedig valószínűleg egyszerűen elkobozták az államosításkor. Mára nagyon lepusztult, jobb oldali szárnyát megcsonkították.
- Pekáry-kúria
- Prónai-kúria
- Szemere–Keiner-kúria
- Kovásznai Kovács-kúria

## Népesség
A település népességének változása:
| Lakosok száma | 15 123 | 15 216 | 15 987 | 16 952 | 17 565 | 17 331 | 17 377 |
|               | 2013   | 2014   | 2018   | 2021   | 2022   | 2023   | 2024   |

A 2011-es népszámlálás során a lakosok 86,9%-a magyarnak, 2,2% cigánynak, 0,6% németnek, 0,4% románnak mondta magát (12,8% nem nyilatkozott; a kettős identitások miatt a végösszeg nagyobb lehet 100%-nál). A vallási megoszlás a következő volt: római katolikus 29,6%, református 12,7%, evangélikus 1,4%, görögkatolikus 1%, felekezeten kívüli 18,7% (30,8% nem nyilatkozott).
2022-ben a lakosság 89,7%-a vallotta magát magyarnak, 0,9% cigánynak, 0,6% németnek, 0,3% románnak, 0,2% ukránnak, 0,1-0,1% lengyelnek, görögnek, szerbnek és szlováknak, 4,3% egyéb, nem hazai nemzetiségűnek (10,1% nem nyilatkozott; a kettős identitások miatt a végösszeg nagyobb lehet 100%-nál). Vallásuk szerint 22,6% volt római katolikus, 10,4% református, 1,3% evangélikus, 1,1% görög katolikus, 0,1% izraelita, 0,1% ortodox, 5% egyéb keresztény, 0,5% egyéb katolikus, 16,3% felekezeten kívüli (42,2% nem válaszolt).

## Híres emberek

### Itt született
- 1768-ban Ráday Pál bíró
- 1785-ben Szemere Pál költő, író
- 1830-ban Kovács Gusztáv magyar és amerikai szabadságharcos, hadnagy, őrnagy
- 1841-ben Ráday Gedeon hadügyminiszter
- 1921-ben Fáy Ferenc költő, az emigráns magyar líra kiemelkedő alakja
- 1949-ben Faragó Laura énekes

### Itt halt meg
- 1733. május 20-án Ráday Pál, II. Rákóczi Ferenc kancellárja, könyvtáralapító.[14]
- 1958. április 21-én Haeffner Zsigmond, evangélikus egyházfelügyelő, miniszteri osztálytanácsos, az Önkéntes Őrsereg vezető-parancsnoka
- 1958. augusztus 2-án Rassay Károly ügyvéd, liberális politikus, lapszerkesztő.[15]

## Sportélete
- Péceli Spartacus
- Pécel Dojo Sportegyesület
- Cseuz Ördögei kerékpáros egyesület, aktív kétkerekű sportélet

## Pécel az irodalomban
- Pécel az egyik, érintőlegesen említett helyszíne Örkény István Professzorok a bíróság előtt[16] című egyperces novellájának.
- Csáth Géza is megemlíti Pécelt Rozi című novellájában.[17]
- Szakonyi Károly Újoncok[18] című novellájában az egyik frissen bevonult Pécelről érkezett, és elmondja a Pécelhez kapcsolódó trágár rigmust is. Ugyanez a nyomdafestéket alig tűrő Pécellel kapcsolatos versike szerepel Esterházy Péter Harmonia cælestis[19] című művében is.
- Lázár Ervin Lovak, kutyák, madarak[20] című elbeszélésének „autós kutyáról” szóló része Pécel határában, „egy galagonyabokrokkal megtűzdelt birkalegelőn” kezdődik, illetve a A Négyszögletű Kerek Erdő című könyvének bevezetőjéből kiderül, hogy a történet a várostól északra elterülő Csunya-erdőben játszódik.[21]
- Móra Ferenc írt egy elbeszélést A péceli szúnyogok címmel.
- Petőfi Sándor A barna menyecskének címü versét is itt írta meg

## Testvérvárosai
- Ausztria, Mistelbach
- Finnország, Iisalmi

## Képgaléria

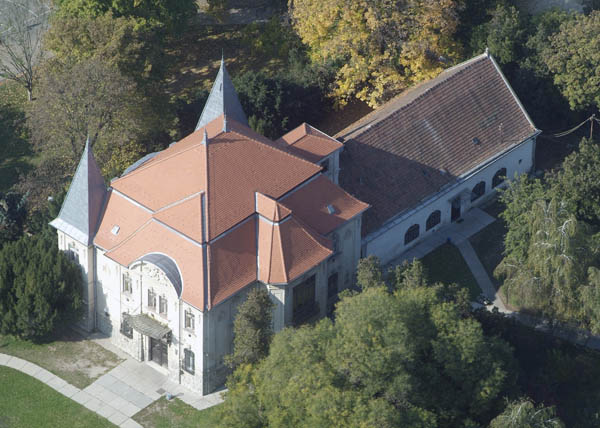
Fáy-kastély
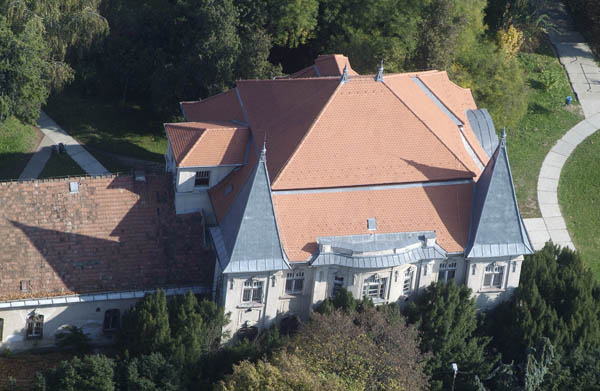
Fáy-kastély
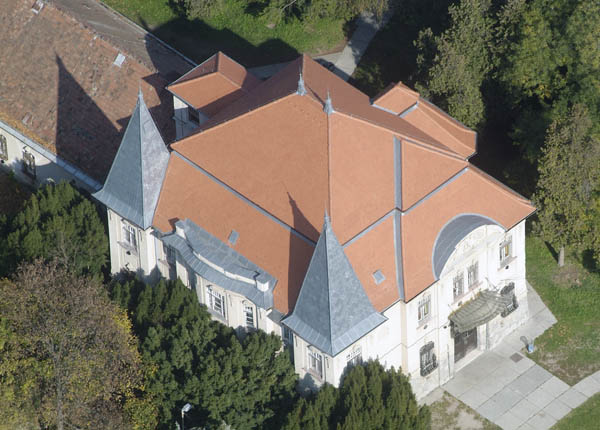
Fáy-kastély
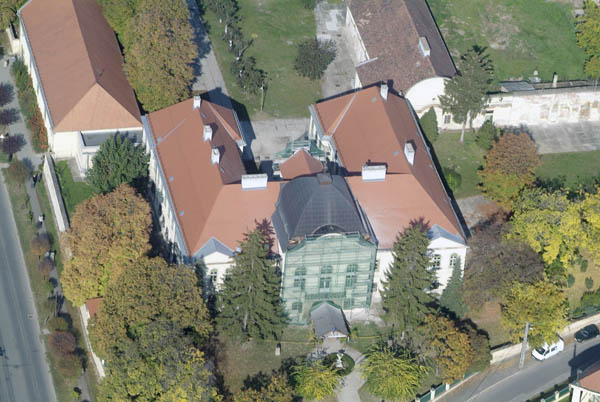
Ráday-kastély
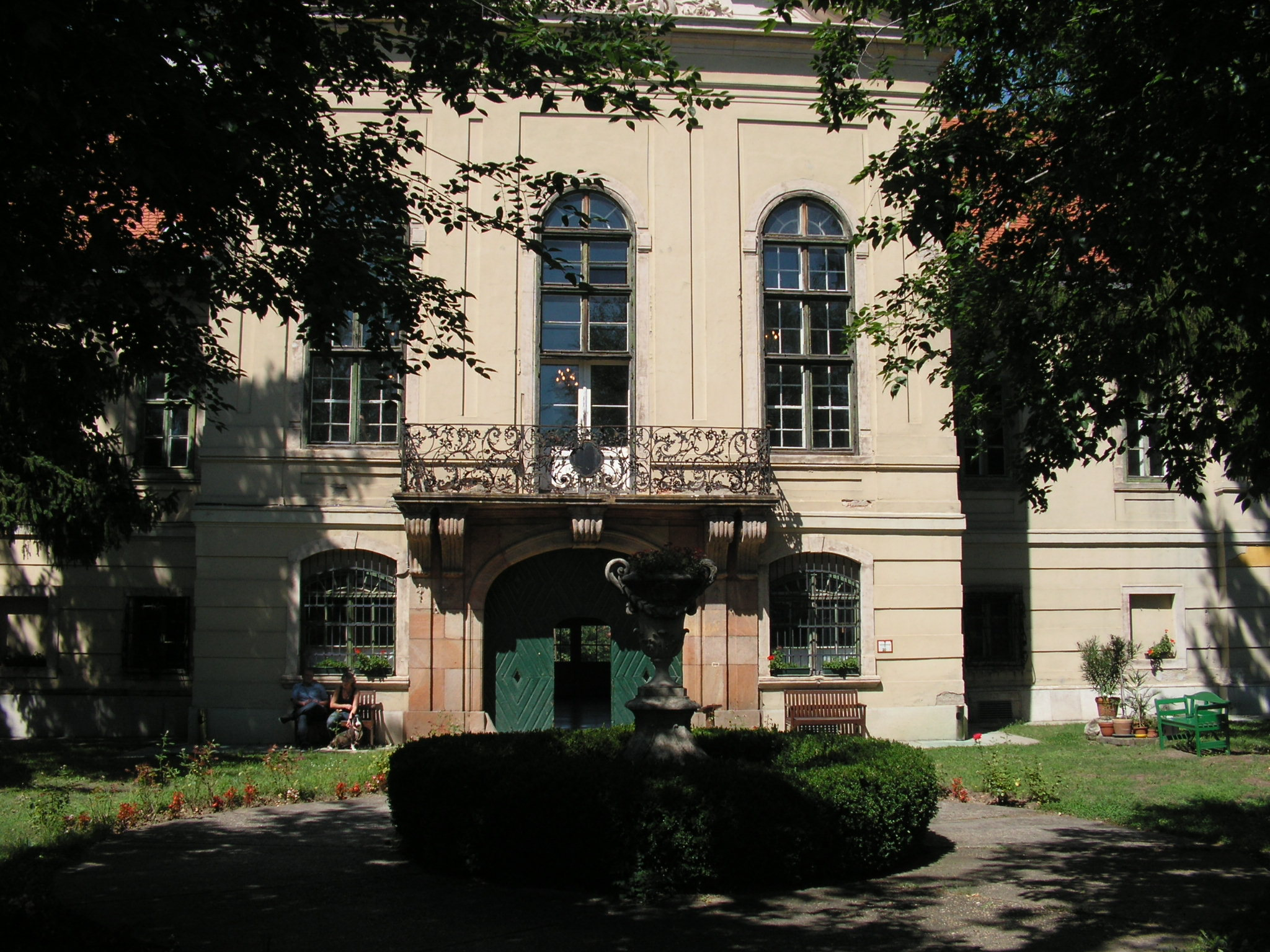
Ráday-kastély
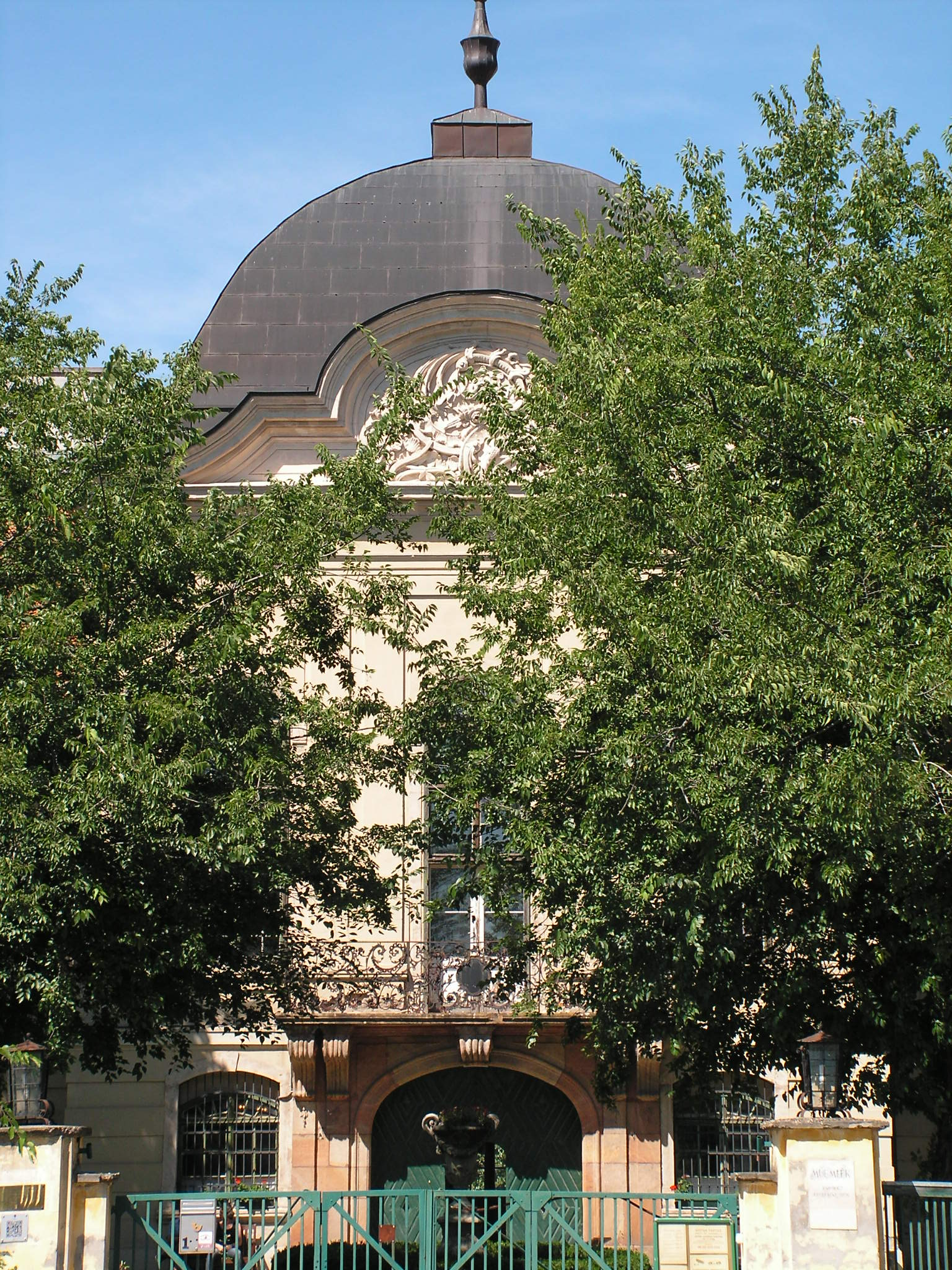
Ráday-kastély